# Зажигаем вновь!!!
«Зажигаем вновь!!!» — двадцатый студийный альбом российской певицы Надежды Кадышевой и ансамбля «Золотое кольцо», выпущенный 10 апреля 2008 года на лейбле «Студия Союз».

## Об альбоме
В жанровом отношении альбом «Зажигаем вновь» получился разноплановым — от привычного поп-фолка до современного ритм-н-блюза.  Автором слов всех песен на альбоме, кроме «Сопилочки», стал Евгений Муравьёв, который ранее написал для «Золотого кольца» одну из визитных карточек — песню «Широка река». Автор украиноязычной песни «Сопилочка» — Анатолий Матвейчук. Вся музыка и аранжировки написаны Александром Костюком.
По словам художественного руководителя ансамбля Александра Костюка, альбом стал подведением итогов их творчества за последние 20 лет, этим же альбомом коллектив «Золотого кольца» отметил своё двадцатилетие, а сами Костюк и Кадышева — двадцатипятилетие творческой и супружеской жизни.
Презентация альбома состоялась в Государственном Кремлёвском дворце 11 и 12 апреля, после чего ансамбль «Золотое кольцо» отправился в одноимённое турне по городам России и СНГ.

## Отзывы критиков
Алексей Мажаев дал альбому только две звезды, отметив, что ансамбль «Золотое кольцо» попытался расширить жанровые рамки и отказаться от «фирменного фолк-трэша», однако всё равно получилась смесь «этно-компонента и бессмысленной и беспощадной российской попсы». Сергей Соседов назвал его «прекрасным альбом для колхозно-деревенской аудитории и простодушных горожан».

## Список композиций
| №                   | Название                   | Длительность |
| ------------------- | -------------------------- | ------------ |
| 1.                  | «Давай мы будем счастливы» | 2:29         |
| 2.                  | «Ворожи не ворожи»         | 4:08         |
| 3.                  | «Снег летит»               | 3:04         |
| 4.                  | «Дурман-трава»             | 3:03         |
| 5.                  | «По полю по чистому»       | 2:15         |
| 6.                  | «Пока мы любим»            | 2:40         |
| 7.                  | «Ты словно дождь»          | 2:21         |
| 8.                  | «Не проси»                 | 2:47         |
| 9.                  | «По ту сторону тумана»     | 3:13         |
| 10.                 | «По московскому времени»   | 3:16         |
| 11.                 | «Сопилочка»                | 2:36         |
| 12.                 | «Ты войдешь в круг»        | 3:32         |
| 13.                 | «Пролетело лето»           | 3:22         |
| 14.                 | «Зажигаем вновь»           | 3:45         |
| Общая длительность: | Общая длительность:        | 42:00        |